# Geophagus brachybranchus
Geophagus brachybranchus es una especie de peces de la familia Cichlidae en el orden de los Perciformes.

## Morfología
Los machos pueden llegar alcanzar los 13,8 cm de longitud total.

## Distribución geográfica
Se encuentra en Surinam y, probablemente, en la Guayana.